# Violet Webb
Violet Blanche Webb (* 3. Februar 1915 in Willesden; † 27. Mai 1999 in Northwood) war eine britische Leichtathletin und Olympiateilnehmerin.
Bei den Olympischen Spielen 1932 in Los Angeles gewann sie die Bronzemedaille im 4-mal-100-Meter-Staffellauf zusammen mit ihren Teamkolleginnen Eileen Hiscock, Gwendoline Porter und Nellie Halstead, hinter dem Team aus USA und dem Team aus Kanada. Im 80-Meter-Hürdenlauf wurde sie in 11,9 Sekunden Fünfte mit zwei Zehntelsekunden Rückstand auf die Siegerin Mildred Didrikson. 
Bei den British Empire Games 1934 in London wurde Violet Webb mit 5,23 Meter Dritte. Zwei Jahre später stellte sie auf der Hürdenstrecke mit 11,7 Sekunden ihren fünften britischen Landesrekord auf, bei den Olympischen Spielen 1936 in Berlin erreichte sie das Halbfinale. 
Bei einer Körpergröße von 1,73 m betrug ihr Wettkampfgewicht 60 kg. 1937 beendete sie ihre sportliche Karriere und heiratete Harry Simpson. Ihre Tochter Janet Simpson (1944–2010) gewann 1964 ebenfalls in der 4-mal-100-Meter-Staffel die Bronzemedaille.